# Florac Trois Rivières
Florac Trois Rivières (okzitanisch Florac Tres Rius) ist eine französische Gemeinde mit 2.111 Einwohnern (Stand: 1. Januar 2022) im Département Lozère in der Verwaltungsregion Okzitanien. Sie gehört zum Kanton Florac Trois Rivières und zum Arrondissement Florac. 
Sie entstand als Commune nouvelle mit Wirkung vom 1. Januar 2016 durch die Zusammenlegung der bisherigen Gemeinden Florac und La Salle-Prunet. In Florac Trois Rivières befindet sich auch der Verwaltungssitz des Gemeindeverbandes Communauté de communes Gorges Causses Cévennes.

## Gliederung
| Ortsteil                 | ehemaliger INSEE-Code | Fläche (km²) | Einwohnerzahl zum 1. Januar 2019 |
| ------------------------ | --------------------- | ------------ | -------------------------------- |
| Florac (Verwaltungssitz) | 48061                 | 29,89        | 1889                             |
| La Salle-Prunet          | 48186                 | 18,50        | 0178                             |

## Nachbargemeinden
- Gorges du Tarn Causses im Nordwesten
- Bédouès-Cocurès im Norden
- Pont de Montvert - Sud Mont Lozère im Nordosten
- Cans et Cévennes im Osten und im Süden
- Vebron im Südwesten